# Дорожные знаки Республики Молдова
Дорожные знаки Республики Молдова, устанавливаемые на общественных дорогах, делятся на: предупреждающие; знаки приоритета; запрещающие и ограничивающие; предписывающие; информационно-указательные; знаки дополнительной информации (таблички). Дорожные знаки Республики Молдова во многом схожи с дорожными знаками, использовавшимися в Советском Союзе до его распада в 1991 году, но с модификациями. Дорожные знаки Молдовы имеют сходство с дорожными знаками Румынии.
Дорожные знаки разделены на шесть категорий:
1. Предупреждающие знаки информируют участников дорожного движения о приближении к опасному участку дороги и характере опасности. Движение по этому участку требует принятия мер, соответствующих дорожной обстановке.
2. Знаки приоритета устанавливают очерёдность проезда нерегулируемых перекрёстков, а также узких участков дорог, на которых одновременный встречный разъезд транспортных средств невозможен.
3. Запрещающие и ограничивающие знаки вводят или отменяют определённые запреты или ограничения для участников дорожного движения.
4. Предписывающие знаки предписывают двигаться только в указанных направлениях, разрешают движение на отдельных участках дорог только определённым участникам, а также обязывают двигаться с указанной на знаке или большей скоростью.
5. Информационно-указательные знаки вводят или отменяют определённые режимы движения, информируют о расположении населённых пунктов, объектов сервиса, а также указывают водителям направления движения на перекрёстках.
6. Дополнительные таблички уточняют или ограничивают действие дорожных знаков, а также уточняют значения сигналов светофоров.

Дорожные знаки должны устанавливаться в соответствии с действующими нормативами и техническими условиями таким образом, чтобы участники дорожного движения могли своевременно воспринять доводимую до них информацию.

## Предупреждающие знаки
| Номер знака | Изображение | Название                                                         | Пояснение |
| ----------- | ----------- | ---------------------------------------------------------------- | --- |
| 1.1         |             | Железнодорожный переезд со шлагбаумом                            | |
| 1.2         |             | Железнодорожный переезд без шлагбаума                            | |
| 1.3.1       |             | Однопутная железная дорога без шлагбаума                         | |
| 1.3.2       |             | Многопутная железная дорога без шлагбаума                        | |
| 1.4.1       |             | Приближение к железнодорожному переезду вне населённых пунктов". | Знак устанавливается на расстоянии 150-300 метров слева. |
| 1.4.2       |             | Приближение к железнодорожному переезду вне населённых пунктов". | Знак устанавливается на расстоянии 100 метров слева. |
| 1.4.3       |             | Приближение к железнодорожному переезду вне населённых пунктов". | Знак устанавливается на расстоянии 50 метров слева. |
| 1.4.4       |             | Приближение к железнодорожному переезду вне населённых пунктов". | Знак устанавливается на расстоянии 150-300 метров справа. |
| 1.4.5       |             | Приближение к железнодорожному переезду вне населённых пунктов". | знак устанавливается на расстоянии 100 метров справа. |
| 1.4.6       |             | Приближение к железнодорожному переезду вне населённых пунктов". | Знак устанавливается на расстоянии 50 метров справа. |
| 1.5         |             | Пересечение с трамвайной линией                                  | |
| 1.6         |             | Пересечение равнозначных дорог                                   | Предупреждает о равнозначной дороге. Если движется автомобиль находящийся справа то водитель который движется прямо должен уступить дорогу.                                                                              |
| 1.7.1       |             | Пересечение со второстепенной дорогой                            | Знаки 1.7.4, 1.7.5 предупреждают о пересечении со второстепенными дорогами, смещёнными по отношению друг к другу, а расстояние между их осями составляет до 50 м в населённых пунктах и до 150 м вне населённых пунктов. |
| 1.7.2       |             | Пересечение со второстепенной дорогой                            | Знаки 1.7.4, 1.7.5 предупреждают о пересечении со второстепенными дорогами, смещёнными по отношению друг к другу, а расстояние между их осями составляет до 50 м в населённых пунктах и до 150 м вне населённых пунктов. |
| 1.7.3       |             | Пересечение со второстепенной дорогой                            | Знаки 1.7.4, 1.7.5 предупреждают о пересечении со второстепенными дорогами, смещёнными по отношению друг к другу, а расстояние между их осями составляет до 50 м в населённых пунктах и до 150 м вне населённых пунктов. |
| 1.7.4       |             | Пересечение со второстепенной дорогой                            | Знаки 1.7.4, 1.7.5 предупреждают о пересечении со второстепенными дорогами, смещёнными по отношению друг к другу, а расстояние между их осями составляет до 50 м в населённых пунктах и до 150 м вне населённых пунктов. |
| 1.7.5       |             | Пересечение со второстепенной дорогой                            | Знаки 1.7.4, 1.7.5 предупреждают о пересечении со второстепенными дорогами, смещёнными по отношению друг к другу, а расстояние между их осями составляет до 50 м в населённых пунктах и до 150 м вне населённых пунктов. |
| 1.8         |             | Пересечение с круговым движением                                 | Предупреждает о том,что впереди перекресток с круговым движением. Движение осуществляется по направлению стрелок. Водитель, который находится на круге имеет преимущество перед въезжающим транспортом.                  |
| 1.9         |             | Светофор                                                         | перекрёсток, пешеходный переход или участок дороги, на которых движение регулируется сигналами светофора. |
| 1.10        |             | Разводной мост или паром                                         | Предупреждает о разведении моста. Проехать на другую сторону не получится. Получится только когда не будет разводного моста.                                                                                             |
| 1.11        |             | Выезд на набережную                                              | Предупреждает о приближении где набережная берег реки, или озера. |
| 1.12.1      |             | Опасный поворот                                                  | закругление дороги малого радиуса или с ограниченной обзорностью. |
| 1.12.2      |             | Опасный поворот                                                  | закругление дороги малого радиуса или с ограниченной обзорностью. |
| 1.13.1      |             | Опасный поворот                                                  | |
| 1.13.2      |             | Опасный поворот                                                  | |
| 1.14.1      |             | Крутой спуск                                                     | предупреждает что впереди крутой спуск. на таких участках нужно сбавлять скорость. |
| 1.14.2      |             | Крутой подъём                                                    | предупреждает что впереди крутой подъём. На таких участках нужно увеличивать скорость. |
| 1.15        |             | Скользкая дорога                                                 | участок дороги с повышенной скользкостью проезжей части. |
| 1.16.1      |             | Неровная дорога                                                  | участок поврежденной дороги (выбоины, деформация проезжей части и т. п.). |
| 1.16.2      |             | Искусственная неровность                                         | предупреждает о приближении к лежачему полицейскому. |
| 1.17.1      |             | Выброс гравия                                                    | Предупреждает о приближении где возможен выброс гравия или щебня из под колёс транспортных средств. |
| 1.17.2      |             | Опасная обочина                                                  | Предупреждает где проводятся работы по ремонту обочин. |
| 1.18.1.     |             | Сужение дороги                                                   | предупреждает о сужении дороги с обеих сторон. |
| 1.18.2      |             | Сужение дороги                                                   | Предупреждает о сужении дороги справа. |
| 1.18.3      |             | Сужение дороги                                                   | предупреждает о сужении дороги слева. |
| 1.19        |             | Двустороннее движение                                            | Предупреждает о конце дороги с односторонним движением и начале дороги с двусторонним движением. |
| 1.20        |             | Пешеходный переход                                               | предупреждает о приближении к пешеходном переходу. Если движется пешеход водитель должен ему уступить дорогу. |
| 1.21        |             | Дети                                                             | предупреждает о приближении к школам, детским садам, игровым площадкам и т. п. Если движутся дети водитель должен им уступить дорогу.                                                                                    |
| 1.22        |             | Велосипедисты                                                    | предупреждает о приближении к велосипедной дорожке. Если движутся велосипедисты то водитель должен им уступить дорогу.                                                                                                   |
| 1.23        |             | Дорожные работы                                                  | Предупреждает о стройке дороги. Водитель должен объехать чтобы не врезатся в дорожных рабочих. |
| 1.24.1      |             | Животные                                                         | Предупреждает о приближении к сараям. Если движутся коровы то Водитель должен им уступить дорогу. |
| 1.24.2      |             | Животные                                                         | Предупреждает что впереди участок дороги на которых возможен выход на проезжую часть оленей. Если там олени водитель должен уступить им дорогу.                                                                          |
| 1.25.1      |             | Падение камней                                                   | участок дороги, на котором возможны обвалы, оползни или падение камней |
| 1.25.2      |             | Падение камней                                                   | участок дороги, на котором возможны обвалы, оползни или падение камней |
| 1.26        |             | Боковой ветер                                                    | предупреждает о ветре где ветер сдует машину. Водителю необходимо держаться как можно подальше. |
| 1.27        |             | Аэродром                                                         | Предупреждает о приближении к аэропорту где самолёты взлетают и приземляются. Шум может испугать водителя и отвлечь от дороги.                                                                                           |
| 1.28        |             | Тоннель                                                          | предупреждает о приближении к тоннелю в котором отсутствует освещение. Надо включить фары ато ничего не увидишь и попадёшь в аварию.                                                                                     |
| 1.29        |             | Дорожный затор                                                   | предупреждает о приближении к участку дороги на котором образовался затор. Водителю необходимо поменять маршрут. |
| 1.30        |             | Прочие опасности                                                 | Предупреждает о приближении к участку дороги на котором опасности не предусмотренными другими знаками. Например, лужа.                                                                                                   |
| 1.31.1      |             | Авария                                                           | появление на дороге препятствия или ситуации (дорожно-транспортное происшествие), которые могут затруднить или сделать невозможным движение                                                                              |
| 1.31.2      |             | Чёрное пятно                                                     | фрагмент трассы длиной примерно один километр, на котором за последние 5 лет произошло более 5 серьёзных аварий и погибло более 5 человек                                                                                |
| 1.32.1      |             | Направление опасного поворота                                    | Предупреждает о приближении к опасному повороту направо. |
| 1.32.2      |             | Направление опасного поворота                                    | предупреждает о приближении к опасному повороту налево. |
| 1.33        |             | Направление опасных поворотов налево и направо                   | предупреждает о приближении к опасному повороту налево и направо. |
| 1.34.1      |             | Особо опасный поворот                                            | предупреждает о приближении к особо опасному повороту. Знак 1.34.1 направо. Знак 1.34.2 налево. |
| 1.34.2      |             | Особо опасный поворот                                            | предупреждает о приближении к особо опасному повороту. Знак 1.34.1 направо. Знак 1.34.2 налево. |

## Знаки приоритета
| Номер знака | Изображение | Название                               | Пояснение |
| ----------- | ----------- | -------------------------------------- | --- |
| 2.1         |             | Уступи дорогу                          | Водитель должен уступить дорогу транспортным средствам, приближающимся к перекрёстку по пересекаемой дороге, а при наличии таблички 6.15.1 или 6.15.2 — тем транспортным средствам, которые приближаются к перекрёстку по главной дороге. При необходимости он должен остановиться перед разметкой 1.13, а при её отсутствии — перед перекрёстком.                |
| 2.2         |             | Проезд без остановки запрещён          | Запрещается движение без остановки перед разметкой 1.12, а при её отсутствии — перед краем пересекаемой проезжей части. Водитель должен уступить дорогу транспортным средствам, приближающимся к перекрёстку по пересекаемой дороге, а при наличии таблички 6.15.1 или 6.15.2 — тем транспортным средствам, которые приближаются к перекрёстку по главной дороге. |
| 2.3         |             | Главная дорога                         | Предоставляет водителю право преимущественного проезда нерегулируемых перекрёстков. |
| 2.4         |             | Конец главной дороги                   | Отменяет водителю право преимущественного проезда нерегулируемых перекрёстков. |
| 2.5         |             | Преимущество встречного движения       | Запрещается въезд на узкий участок дороги, на котором встречный разъезд затруднён или невозможен. Водитель должен уступить дорогу встречным транспортным средствам, находящимся на узком участке или противоположном подъезде к нему. |
| 2.6         |             | Преимущество перед встречным движением | Водители пользуются преимуществом по отношению к встречным транспортным средствам при движении по узкому участку дороги. |

## Запрещающие и ограничивающие знаки
| Номер знака | Изображение | Название                                                                                      | Пояснение |
| ----------- | ----------- | --------------------------------------------------------------------------------------------- | --- |
| 3.1         |             | Въезд запрещён                                                                                | ЗАПРЕЩАЕТСЯ ВЪЕЗД всех транспортных средств. Водителям нужно искать другой маршрут. |
| 3.2         |             | Движение запрещено                                                                            | Запрещается движение всех транспортных средств. |
| 3.3         |             | Движение механических транспортных средств запрещено                                          | Запрещается движение механическим транспортным средствам. |
| 3.4         |             | Движение грузовых автомобилей запрещено                                                       | запрещается движение грузовых автомобилей и составов транспортных средств, с разрешённой максимальной массой более 3500 кг (если на знаке не указана масса) или превышающей указанную на знаке, а также самоходных машин.                                                      |
| 3.5.1       |             | Движение мотоциклов запрещено                                                                 | Распространяется только на мотоциклы и запрещает их по дороге в обоих направлениях. |
| 3.5.2       |             | Движение мопедов запрещено                                                                    | Распространяется только на мотоциклы и запрещает их по дороге в обоих направлениях. |
| 3.6         |             | Движение самоходных машин запрещено                                                           | Запрещается движение тракторов и самоходных машин. |
| 3.7         |             | Движение составов транспортных средств запрещено                                              | запрещается движение грузовых автомобилей и самоходных машин с прицепами любого типа, а также буксировка механических транспортных средств-это делается,что избежать аварийных ситуаций.                                                                                       |
| 3.8         |             | Движение транспортных средств, перевозящих взрывчатые и легковоспламеняющиеся грузы запрещено | Запрещается движение транспортных средств, которые перевозят взрывчатые и легковоспламеняющиеся грузы. Действует до первого перекрёстка |
| 3.9         |             | Движение транспортных средств, перевозящих опасные грузы, запрещено                           | Запрещается движение транспортных средств, которые перевозят опасные грузы. |
| 3.10        |             | Движение гужевого транспорта запрещено                                                        | запрещается движение гужевых повозок (саней), верховых и вьючных животных, а также прогон скота. |
| 3.11        |             | Движение на велосипедах запрещено                                                             | запрещается движение велосипедов и мопедов. |
| 3.12        |             | Движение пешеходов с товарными тележками запрещено                                            | Запрещается движение пешеходов с товарными тележками. |
| 3.13        |             | Движение пешеходов запрещено                                                                  | Запрещается движение пешеходов. Также запрещается на пешеходном переходе. |
| 3.14        |             | Ограничение массы                                                                             | запрещается движение транспортных средств, в том числе составов транспортных средств, общая фактическая масса которых больше указанной на знаке. |
| 3.15        |             | Ограничение массы, приходящейся на ось                                                        | запрещается движение транспортных средств, у которых фактическая масса, приходящаяся на какую-либо ось больше указанной на знаке. |
| 3.16        |             | Ограничение высоты                                                                            | запрещается движение транспортных средств, габаритная высота которых от поверхности проезжей части (с грузом или без груза) больше указанной на знаке. |
| 3.17        |             | Ограничение ширины                                                                            | запрещается движение транспортных средств, габаритная ширина которых (с грузом или без груза) больше указанной на знаке. |
| 3.18        |             | Ограничение длины                                                                             | запрещается движение транспортных средств, в том числе составов транспортных средств, габаритная длина которых (с грузом или без груза) больше указанной на знаке. |
| 3.19.1      |             | Таможня                                                                                       | запрещается движение без остановки у этих знаков. |
| 3.19.2      |             | Полиция                                                                                       | запрещается движение без остановки у этих знаков. |
| 3.20.1      |             | Поворот направо запрещён                                                                      | поворот направо запрещён. Поворот налево и разворот разрешён. |
| 3.20.2      |             | Поворот налево запрещён                                                                       | поворот налево запрещён. Поворот направо и разворот разрешён. |
| 3.21        |             | Разворот запрещён                                                                             | разворот запрещён. Поворот налево и направо разрешён. |
| 3.22        |             | Ограничение минимальной дистанции                                                             | запрещается движение транспортных средств с дистанцией между ними меньше указанной на знаке. |
| 3.23        |             | Обгон запрещён                                                                                | запрещается обгон всех транспортных средств, кроме одиночных, движущихся со скоростью менее 30 км/ч. |
| 3.24        |             | Конец зоны запрещения обгона                                                                  | Отменяется запрещение обгона всех транспортных средств, кроме одиночных, движущихся со скоростью менее 30 км/ч. |
| 3.25        |             | Обгон грузовым автомобилям запрещён                                                           | запрещается грузовым автомобилям с разрешённой максимальной массой более 3500 кг обгон всех транспортных средств, кроме одиночных, движущихся со скоростью менее 30 км/ч. Самоходным машинам запрещается обгон всех транспортных средств, кроме гужевых повозок и велосипедов. |
| 3.26        |             | Конец зоны запрещения обгона грузовым автомобилям                                             | Отменяется запрещение обгона грузовым автомобилям с разрешённой максимальной массой более 3500 кг обгон всех транспортных средств, кроме одиночных, движущихся со скоростью менее 30 км/ч.                                                                                     |
| 3.27        |             | Ограничение максимальной скорости                                                             | запрещается движение транспортных средств со скоростью, превышающей указанную на знаке. |
| 3.28        |             | Конец зоны ограничения максимальной скорости                                                  | Отменяется запрещение движения транспортных средств со скоростью, превышающей указанную на знаке. |
| 3.29        |             | Ограничение максимальной скорости по категориям транспортных средств                          | автомобилям 50, грузовым автомобилям 30. |
| 3.30        |             | Подача звукового сигнала запрещена                                                            | запрещается пользоваться звуковым сигналом, кроме тех случаев, когда сигнал подаётся для предотвращения дорожно-транспортного происшествия. |
| 3.31        |             | Остановка запрещена                                                                           | запрещается остановка и стоянка транспортных средств. |
| 3.32.1      |             | Стоянка запрещена                                                                             | запрещается стоянка транспортных средств. |
| 3.32.2      |             | Стоянка запрещена по нечётным числам месяца                                                   | Запрещается стоянка по нечётным числам месяца всех транспортных средств. |
| 3.32.3      |             | Стоянка запрещена по чётным числам месяца                                                     | Запрещается стоянка по четным числам месяца всех транспортных средств. |
| 3.33        |             | Конец всех ограничений                                                                        | После этого знака перестают действие ограничения тех знаков, который встретились на дороге раньше. Обозначение конца зоны действия одного или нескольких знаков из следующих: 3.22, 3.23, 3.25, 3.27, 3.29 — 3.32.3.                                                           |
| 3.34        |             | Въезд запрещён для транспортных средств оборудованных газовой системой питания                | запрещается въезд транспортных средств, оборудованных системами питания на основе сжатого природного газа или сжиженного углеводородного газа. |

## Предписывающие знаки
| Номер знака | Изображение | Название                                                                         | Пояснение |
| ----------- | ----------- | -------------------------------------------------------------------------------- | --- |
| 4.1.1       |             | Обязательное направление движения                                                | соответственно: 4.1.1 — прямо; 4.1.2 — направо; 4.1.3 — налево; 4.1.4 — прямо или направо; 4.1.5 — прямо или налево; 4.1.6 — направо или налево. Знаки 4.1.3, 4.1.5 и 4.1.6 разрешают и разворот. Конфигурация стрелок на знаках 4.1.1 — 4.1.6 должна соответствовать реальной конфигурации конкретного пересечения и направлениям движения на этом пересечении. Действие знаков 4.1.1 — 4.1.6 не распространяется на маршрутные транспортные средства. Действие знаков 4.1.1 — 4.1.6 распространяется на проезжую часть и другие места, перед которыми они устанавливаются. Действие знака 4.1.1, установленного в начале участка дороги, распространяется до ближайшего перекрёстка, не запрещая при этом поворот направо на прилегающие к дороге территории. |
| 4.1.2       |             | Обязательное направление движения                                                | соответственно: 4.1.1 — прямо; 4.1.2 — направо; 4.1.3 — налево; 4.1.4 — прямо или направо; 4.1.5 — прямо или налево; 4.1.6 — направо или налево. Знаки 4.1.3, 4.1.5 и 4.1.6 разрешают и разворот. Конфигурация стрелок на знаках 4.1.1 — 4.1.6 должна соответствовать реальной конфигурации конкретного пересечения и направлениям движения на этом пересечении. Действие знаков 4.1.1 — 4.1.6 не распространяется на маршрутные транспортные средства. Действие знаков 4.1.1 — 4.1.6 распространяется на проезжую часть и другие места, перед которыми они устанавливаются. Действие знака 4.1.1, установленного в начале участка дороги, распространяется до ближайшего перекрёстка, не запрещая при этом поворот направо на прилегающие к дороге территории. |
| 4.1.3       |             | Обязательное направление движения                                                | соответственно: 4.1.1 — прямо; 4.1.2 — направо; 4.1.3 — налево; 4.1.4 — прямо или направо; 4.1.5 — прямо или налево; 4.1.6 — направо или налево. Знаки 4.1.3, 4.1.5 и 4.1.6 разрешают и разворот. Конфигурация стрелок на знаках 4.1.1 — 4.1.6 должна соответствовать реальной конфигурации конкретного пересечения и направлениям движения на этом пересечении. Действие знаков 4.1.1 — 4.1.6 не распространяется на маршрутные транспортные средства. Действие знаков 4.1.1 — 4.1.6 распространяется на проезжую часть и другие места, перед которыми они устанавливаются. Действие знака 4.1.1, установленного в начале участка дороги, распространяется до ближайшего перекрёстка, не запрещая при этом поворот направо на прилегающие к дороге территории. |
| 4.1.4       |             | Обязательное направление движения                                                | соответственно: 4.1.1 — прямо; 4.1.2 — направо; 4.1.3 — налево; 4.1.4 — прямо или направо; 4.1.5 — прямо или налево; 4.1.6 — направо или налево. Знаки 4.1.3, 4.1.5 и 4.1.6 разрешают и разворот. Конфигурация стрелок на знаках 4.1.1 — 4.1.6 должна соответствовать реальной конфигурации конкретного пересечения и направлениям движения на этом пересечении. Действие знаков 4.1.1 — 4.1.6 не распространяется на маршрутные транспортные средства. Действие знаков 4.1.1 — 4.1.6 распространяется на проезжую часть и другие места, перед которыми они устанавливаются. Действие знака 4.1.1, установленного в начале участка дороги, распространяется до ближайшего перекрёстка, не запрещая при этом поворот направо на прилегающие к дороге территории. |
| 4.1.5       |             | Обязательное направление движения                                                | соответственно: 4.1.1 — прямо; 4.1.2 — направо; 4.1.3 — налево; 4.1.4 — прямо или направо; 4.1.5 — прямо или налево; 4.1.6 — направо или налево. Знаки 4.1.3, 4.1.5 и 4.1.6 разрешают и разворот. Конфигурация стрелок на знаках 4.1.1 — 4.1.6 должна соответствовать реальной конфигурации конкретного пересечения и направлениям движения на этом пересечении. Действие знаков 4.1.1 — 4.1.6 не распространяется на маршрутные транспортные средства. Действие знаков 4.1.1 — 4.1.6 распространяется на проезжую часть и другие места, перед которыми они устанавливаются. Действие знака 4.1.1, установленного в начале участка дороги, распространяется до ближайшего перекрёстка, не запрещая при этом поворот направо на прилегающие к дороге территории. |
| 4.1.6       |             | Обязательное направление движения                                                | соответственно: 4.1.1 — прямо; 4.1.2 — направо; 4.1.3 — налево; 4.1.4 — прямо или направо; 4.1.5 — прямо или налево; 4.1.6 — направо или налево. Знаки 4.1.3, 4.1.5 и 4.1.6 разрешают и разворот. Конфигурация стрелок на знаках 4.1.1 — 4.1.6 должна соответствовать реальной конфигурации конкретного пересечения и направлениям движения на этом пересечении. Действие знаков 4.1.1 — 4.1.6 не распространяется на маршрутные транспортные средства. Действие знаков 4.1.1 — 4.1.6 распространяется на проезжую часть и другие места, перед которыми они устанавливаются. Действие знака 4.1.1, установленного в начале участка дороги, распространяется до ближайшего перекрёстка, не запрещая при этом поворот направо на прилегающие к дороге территории. |
| 4.2.1       |             | Обязательное направление объезда препятствия                                     | Разрешает только за направления по знаком направо, объезд который действует этот знак. |
| 4.2.2       |             | Обязательное направление объезда препятствия                                     | Разрешает только за направления по знаком налево, объезд который действует этот знак. Устанавливается в местах препятствия для основных и ремонтных работ по дороге, который за направления только налево. |
| 4.2.3       |             | Обязательное направление объезда препятствия                                     | Разрешается только за направления по знаком полного направления, объезд который действует этот знак. Устанавливается в местах, где необходимо объезжать в обоих направлениях, налево и направо. |
| 4.3         |             | Круговое движение                                                                | Разрешается движение только в указанном стрелками направлении. |
| 4.4.1       |             | Велосипедная дорожка                                                             | Разрешается движение только на велосипедах и мопедах. По велосипедной дорожке при отсутствии тротуара или пешеходной дорожки могут двигаться также и пешеходы. |
| 4.4.2       |             | Конец велосипедной дорожки                                                       | Отменяет действия знака 4.4.1. После этого знака может перестроить велосипедисты на края проезжей части. |
| 4.4.3       |             | Общая дорожка для пешеходов и велосипедов                                        | Разрешается движение на велосипедах и пешеходов, который указывает на знаке. |
| 4.4.4       |             | Конец общей дорожки для пешеходов и велосипедов                                  | Отменяет действия знака 4.4.3. После этого знака может перестроить велосипедисты на края проезжей части, но пешеходы может перестроить к тротуару, который должен быть готовым. |
|             |             |                                                                                  | |
| 4.4.5       |             | Раздельные дорожки для велосипедов и пешеходов                                   | Разрешается движение только велосипедам и пешеходам. |
| 4.4.6       |             | Конец раздельных дорожек для велосипедов и пешеходов                             | отменяет действие знака 4.4.5. |
| 4.4.7       |             | Раздельные дорожки для пешеходов и велосипедов                                   | разрешается движение только пешеходам и волосипедам. |
| 4.4.8       |             | Конец раздельных дорожек для пешеходов и велосипедов                             | отменяет действие знака 4.4.7. |
| 4.5.1       |             | Пешеходная дорожка                                                               | Разрешается движение только пешеходам. |
| 4.5.2       |             | Конец пешеходной дорожки                                                         | отменяет действие знака 4.5.1. |
| 4.6         |             | Конец зоны ограничения максимальной скорости                                     | отменяет действие знака 4.7. |
| 4.7         |             | Ограничение минимальной скорости                                                 | разрешается движение транспортных средств со скоростью более 50 км/ч. |
| 4.8         |             | Обязательное применение цепей противоскольжения                                  | Знак устанавливается на заснеженных участках дорог или при гололедице, в начале которых установлен этот знак, движение транспортных средств разрешается только при условии, что на всех колёсах установлены зимние шины или не менее чем на двух ведущих колёсах установлены цепи противоскольжения. |
| 4.9         |             | Конец обязательного применения цепей противоскольжения                           | отменяет действие знака 4.8. |
| 4.10.1      |             | Обязательное направление движения транспортных средств перевозящих опасные грузы | Движения опасных грузов. Знак 4.10.1 прямо. Знак 4.10.2 направо. Знак 4.10.3 налево. |
| 4.10.2      |             | Обязательное направление движения транспортных средств перевозящих опасные грузы | Движения опасных грузов. Знак 4.10.1 прямо. Знак 4.10.2 направо. Знак 4.10.3 налево. |
| 4.10.3      |             | Обязательное направление движения транспортных средств перевозящих опасные грузы | Движения опасных грузов. Знак 4.10.1 прямо. Знак 4.10.2 направо. Знак 4.10.3 налево. |

## Информационно-указательные знаки
| Номер знака | Изображение | Название                                                          | Пояснение |
| ----------- | ----------- | ----------------------------------------------------------------- | --- |
| 5.1         |             | Общее ограничение скорости                                        | предоставляет информацию об ограничениях скорости движения в населённых пунктах, вне населённых пунктов, а также на дорогах для автомобилей. Знак устанавливается при въезде в страну. |
| 5.2         |             | Автомагистраль                                                    | дорога, на которой действуют специальные требования, установленные настоящими Правилами. |
| 5.3         |             | Конец автомагистрали                                              | Отменяет действие знака 5.2. |
| 5.4         |             | Дорога для автомобилей                                            | Дорога, предназначенная для движения автомобилей, автобусов и мотоциклов. |
| 5.5         |             | Конец дороги для автомобилей                                      | Отменяет действие знака 5.4. |
| 5.6.1       |             | Остановка маршрутных транспортных средств                         | Если движется автобус, а перед ним человек на остановке который ждал автобуса, он должен войти в автобус, если в нём не переполнены места. |
| 5.6.2       |             | Павильон для ожидания маршрутных транспортных средств             | обозначает павильон для ожидания автобусов. Если на остановке человек а впереди подъехал автобус, ему надо войти в автобус, если в нём не переполнены места. |
| 5.7         |             | Трамвайная остановка                                              | обозначает трамвайную остановку. Если на остановке человек, который ждал трамвая и теперь за ним приехал трамвай, он должен войти в него, если там не переполнены места. |
| 5.8         |             | Место стоянки такси                                               | Обозначает место стоянки такси. Если человек ждал такси, и за ним приехало такси, человек должен войти в такси. |
| 5.9         |             | Прокат автомобилей                                                | обозначает что через 500 метров находится прокат автомобилей. Если человек ждал автомобиля, который через 500 метров, приедет человек должен через 500 метров, войти в автомобиль. |
| 5.10        |             | Автовокзал                                                        | Обозначает автовокзал. |
| 5.11        |             | Железнодорожный вокзал                                            | Обозначает железнодорожный вокзал. Если человек, который ждал поезда, и теперь поезд, который приехал на железнодорожный вокзал, и человек должен, войти в него, если в нём не переполнены места. |
| 5.12        |             | Порт                                                              | обозначает порт. Если человек, который ждал корабля, и за ним приплыл, корабль, человек должен войти в него. |
| 5.13        |             | Пункт медицинской помощи                                          | Знак устанавливается рядом с аптеками, где можно купить лекарства, но нельзя оказать медицинскую помощь. |
| 5.14        |             | Больница                                                          | Обозначает больницу. Если человек, который, болеет должен пойти в больницу. |
| 5.15        |             | Автозаправочная станция                                           | Информирует о том, что через 800 метров начнется автозаправочная станция. Если автомобиль, и в нём мало топлива должен через 800 метров заехать на Автозаправочную станцию. |
| 5.16.1      |             | Автосервис                                                        | Информирует о том, что через 100 метров начнётся автосервис. Если автомобиль сломался, он должен заехать на автосервис. |
| 5.16.2      |             | Станция технического контроля                                     | обозначает станцию технического контроля. |
| 5.16.3      |             | Вулканизация                                                      | обозначает вулканизацию колёс транспортных средств. |
| 5.16.4      |             | Место для аварийной остановки                                     | Обозначает место для аварийной остановки, где автомобили могут совершить аварийную остановку, например если закончился бензин.https//auto.ru |
| 5.17        |             | Автомобильные весы                                                | обозначает автомобильные весы. Если водителя автомобиля позвали, то он должен заехать на автомобильные весы и взвесить свою автомобиль. |
| 5.18        |             | Мойка                                                             | информирует о мойке автомобилей. Если автомобиль грязный, то он должен заехать на мойку. |
| 5.19        |             | Телефон                                                           | Информирует о том что телефон. Если человек не может дозвониться до кого нибудь он должен тут позвонить. |
| 5.20        |             | Ресторан                                                          | |
| 5.21        |             | Торговый центр                                                    | |
| 5.22        |             | Питьевая вода                                                     | |
| 5.23        |             | Гостиница или мотель                                              | |
| 5.24        |             | Место пересечения проезжих частей                                 | устанавливается перед перекрёстками, на которых нанесена разметка 1.28. |
| 5.25        |             | Кемпинг                                                           | |
| 5.26        |             | Место отдыха                                                      | |
| 5.27        |             | Почта                                                             | |
| 5.28        |             | Полиция                                                           | |
| 5.29        |             | Внимание, радар                                                   | |
| 5.30.1      |             | Мониторинг дорожного движения                                     | устанавливается при въезде в зону, где осуществляется электронный мониторинг дорожного движения. |
| 5.30.2      |             | Виньета                                                           | место, где можно приобрести виньету. |
| 5.30.3      |             | Контроль виньеты                                                  | пост контроля виньеты. |
| 5.30.4      |             | Видеоконтроль виньеты                                             | видеомониторинг виньеты. |
| 5.31        |             | Туалет                                                            | |
| 5.32        |             | Пляж или плавательный бассейн                                     | |
| 5.33        |             | Пост туристической информации                                     | |
| 5.34        |             | Дорога с односторонним движением                                  | дорога или проезжая часть, по которой движение транспортных средств по всей ширине осуществляется только в одном направлении. |
| 5.35        |             | Конец дороги с односторонним движением                            | |
| 5.36        |             | Выезд на дорогу с односторонним движением                         | выезд на дорогу или проезжую часть, по которой движение транспортных средств разрешается только в направлении, указанном стрелкой. |
| 5.36        |             | Выезд на дорогу с односторонним движением                         | выезд на дорогу или проезжую часть, по которой движение транспортных средств разрешается только в направлении, указанном стрелкой. |
| 5.37.1      |             | Направление движения по полосам                                   | и варианты этих знаков определяют количество полос и разрешённые направления движения на каждой из них в пределах перекрёстка. |
| 5.37.2      |             | Направление движения по полосам                                   | и варианты этих знаков определяют количество полос и разрешённые направления движения на каждой из них в пределах перекрёстка. |
| 5.37.3      |             | Направление движения по полосам                                   | устанавливается в начале участка дороги, на котором вводятся определённые ограничения максимальной скорости. Для определения ограничений максимальной скорости движения по полосам проезжей части вне перекрёстков, на фоне знака 5.37.3 наносится символ знака 3.27 соответствующего значения. |
| 5.37.4      |             | Направление движения по полосам                                   | и варианты этого знака располагаются на расстоянии 50 — 150 м от въезда на пункты пересечения государственной границы и определяют разрешённые направления движения для грузовых автомобилей и составов транспортных средств, которые принадлежат авторизованным экономическим операторам (AEO) или перевозят грузы, сопровождаемые предварительной декларацией в электронном виде TIR-EPD, соответственно грузы, сопровождаемые книжкой МДП или у которых она отсутствует. |
| 5.38.1      |             | Направление движения по полосе                                    | Знаки 5.37.2, 5.38.1 и их варианты, разрешающие поворот налево из крайней левой полосы, разрешают и разворот. Знаки 5.37.1, 5.37.2, 5.38.1 — 5.38.4 повторяются, первый знак устанавливается на расстоянии 50 — 150 м до перекрёстка. Действие знаков 5.37.1, 5.37.2, 5.38.1 — 5.38.4, установленных перед перекрёстком, распространяется на весь перекрёсток, если другие знаки 5.37.1, 5.37.2, 5.38.1 — 5.38.4, установленные на этом перекрёстке, не определяют направления движения иные, чем знаки, установленные перед ним. |
| 5.38.2      |             | Направление движения по полосе                                    | Знаки 5.37.2, 5.38.1 и их варианты, разрешающие поворот налево из крайней левой полосы, разрешают и разворот. Знаки 5.37.1, 5.37.2, 5.38.1 — 5.38.4 повторяются, первый знак устанавливается на расстоянии 50 — 150 м до перекрёстка. Действие знаков 5.37.1, 5.37.2, 5.38.1 — 5.38.4, установленных перед перекрёстком, распространяется на весь перекрёсток, если другие знаки 5.37.1, 5.37.2, 5.38.1 — 5.38.4, установленные на этом перекрёстке, не определяют направления движения иные, чем знаки, установленные перед ним. |
| 5.38.3      |             | Направление движения по полосе                                    | Знаки 5.37.2, 5.38.1 и их варианты, разрешающие поворот налево из крайней левой полосы, разрешают и разворот. Знаки 5.37.1, 5.37.2, 5.38.1 — 5.38.4 повторяются, первый знак устанавливается на расстоянии 50 — 150 м до перекрёстка. Действие знаков 5.37.1, 5.37.2, 5.38.1 — 5.38.4, установленных перед перекрёстком, распространяется на весь перекрёсток, если другие знаки 5.37.1, 5.37.2, 5.38.1 — 5.38.4, установленные на этом перекрёстке, не определяют направления движения иные, чем знаки, установленные перед ним. |
| 5.38.4      |             | Направление движения по полосе                                    | Знаки 5.37.2, 5.38.1 и их варианты, разрешающие поворот налево из крайней левой полосы, разрешают и разворот. Знаки 5.37.1, 5.37.2, 5.38.1 — 5.38.4 повторяются, первый знак устанавливается на расстоянии 50 — 150 м до перекрёстка. Действие знаков 5.37.1, 5.37.2, 5.38.1 — 5.38.4, установленных перед перекрёстком, распространяется на весь перекрёсток, если другие знаки 5.37.1, 5.37.2, 5.38.1 — 5.38.4, установленные на этом перекрёстке, не определяют направления движения иные, чем знаки, установленные перед ним. |
| 5.39.1      |             | Дополнительная полоса                                             | Знаки 5.39.1, 5.39.2 обозначают соответственно, начало полосы торможения или дополнительной полосы на подъёме. Если на знаке 5.39.2 изображён знак 4.6, то водитель транспортного средства, который не может продолжать движение по основной полосе со скоростью, указанной на знаке, должен перестроиться на дополнительную полосу. Знак 5.39.3 — определяет начало участка средней полосы трёхполосной проезжей части или полосы торможения, предназначенной для поворота налево или разворота. |
| 5.39.2      |             | Дополнительная полоса                                             | Знаки 5.39.1, 5.39.2 обозначают соответственно, начало полосы торможения или дополнительной полосы на подъёме. Если на знаке 5.39.2 изображён знак 4.6, то водитель транспортного средства, который не может продолжать движение по основной полосе со скоростью, указанной на знаке, должен перестроиться на дополнительную полосу. Знак 5.39.3 — определяет начало участка средней полосы трёхполосной проезжей части или полосы торможения, предназначенной для поворота налево или разворота. |
| 5.39.3      |             | Дополнительная полоса                                             | Знаки 5.39.1, 5.39.2 обозначают соответственно, начало полосы торможения или дополнительной полосы на подъёме. Если на знаке 5.39.2 изображён знак 4.6, то водитель транспортного средства, который не может продолжать движение по основной полосе со скоростью, указанной на знаке, должен перестроиться на дополнительную полосу. Знак 5.39.3 — определяет начало участка средней полосы трёхполосной проезжей части или полосы торможения, предназначенной для поворота налево или разворота. |
| 5.40.1      |             | Конец полосы                                                      | соответственно, знак 5.40.1 обозначает конец дополнительной полосы на подъёме или полосы разгона, а знак 5.40.2 — конец участка средней полосы трёхполосной проезжей части, предназначенного для движения в данном направлении. |
| 5.40.2      |             | Конец полосы                                                      | соответственно, знак 5.40.1 обозначает конец дополнительной полосы на подъёме или полосы разгона, а знак 5.40.2 — конец участка средней полосы трёхполосной проезжей части, предназначенного для движения в данном направлении. |
| 5.41.1      |             | Направление движения по полосам                                   | определяет направление движения по полосам на трёхполосной проезжей части. Если на фоне знака 5.41.2 изображён знак, запрещающий движение определённым транспортным средствам, то движение этих транспортных средств по соответствующей полосе запрещается. |
| 5.41.2      |             | Направление движения по полосам                                   | определяет направление движения по полосам на трёхполосной проезжей части. Если на фоне знака 5.41.2 изображён знак, запрещающий движение определённым транспортным средствам, то движение этих транспортных средств по соответствующей полосе запрещается. |
| 5.41.3      |             | Направление движения по полосам                                   | определяет направление движения по полосам на трёхполосной проезжей части. Если на фоне знака 5.41.2 изображён знак, запрещающий движение определённым транспортным средствам, то движение этих транспортных средств по соответствующей полосе запрещается. |
| 5.42.1      |             | Полоса для маршрутных транспортных средств                        | полоса, предназначенная для движения только маршрутных транспортных средств, движущихся попутно общему потоку транспорта. Этот знак может быть установлен над полосой или у правого края дороги. Если эта полоса расположена справа и не отделена от остальной проезжей части разметкой 1.2 b), транспортные средства, которые осуществляют поворот направо для выезда с этой дороги, должны перестраиваться на эту полосу. Таким же образом должны поступать водители транспортных средств, которые въезжают на эту дорогу с поворотом направо. Разрешается также в местах, в которых эта полоса отделена прерывистой разметкой, заезжать на неё для остановки с целью посадки или высадки пассажиров, не создавая при этом помех маршрутным транспортным средствам. |
| 5.42.2      |             | Конец полосы для маршрутных транспортных средств                  | |
| 5.43        |             | Дорога с полосой для маршрутных транспортных средств              | |
| 5.44        |             | Конец дороги с полосой для маршрутных транспортных средств        | |
| 5.45.1      |             | Выезд на дорогу с полосой для маршрутных транспортных средств     | |
| 5.45.2      |             | Выезд на дорогу с полосой для маршрутных транспортных средств     | |
| 5.46        |             | Место для разворота                                               | |
| 5.47        |             | Зона для разворота                                                | |
| 5.48.1      |             | Парковка                                                          | Обозначает наземную парковку. |
| 5.48.2      |             | Зарезервированная парковка                                        | Обозначает места, на которых разрешается парковка только транспортным средствам, принадлежащим соответствующим предприятиям или организациям, а также их сотрудникам. |
| 5.48.3      |             | Подземная или надземная многоэтажная парковка                     | Обозначает подземную или надземную многоэтажную парковку. |
| 5.49        |             | Искусственная неровность                                          | Знак должен устанавливаться непосредственно перед каждой искусственной неровностью. |
| 5.50.1      |             | Пешеходный переход                                                | |
| 5.50.1      |             | Пешеходный переход                                                | |
| 5.50.2      |             | Пешеходный переход                                                | |
|             |             | Пешеходный переход                                                | |
| 5.51.1      |             | Пешеходный переход на разных уровнях                              | |
| 5.51.2      |             | Пешеходный переход на разных уровнях                              | |
| 5.51.3      |             | Пешеходный переход на разных уровнях                              | |
| 5.51.4      |             | Пешеходный переход на разных уровнях                              | |
| 5.52        |             | Рекомендуемая скорость                                            | Скорость, с которой рекомендуется движение на данном участке дороги. Зона действия знака распространяется до ближайшего перекрёстка. Отклонение от рекомендуемой скорости не считается нарушением настоящих Правил. |
| 5.53.1      |             | Дорога, не имеющая сквозного проезда                              | |
| 5.53.2      |             | Дорога, не имеющая сквозного проезда                              | |
| 5.53.3      |             | Дорога, не имеющая сквозного проезда                              | |
| 5.54.1      |             | Жилая зона                                                        | |
| 5.54.2      |             | Конец жилой зоны                                                  | |
| 5.55.1      |             | Въезд в зону парковки                                             | Обозначает периметр зоны парковки транспортных средств. Знак устанавливается на всех подъездных дорогах по периметру зоны, а зона включает дороги с примерно равноценными характеристиками. Для платных парковок к знаку устанавливается дополнительно табличка 6.10.1. Символ паркомата в поле знака или дополнительная табличка 6.10.2 указывают на автоматизацию процесса оплаты, а если к знаку установлена табличка 6.7.8, это означает, что дополнительно установлено время автоматизированной оплаты парковки. |
| 5.55.2      |             | Выезд из зоны парковки                                            | Обозначает выезд из периметра зоны парковки и устанавливается на обратной стороне знака 5.55.1. |
| 5.56.1      |             | Зона с ограниченной максимальной скоростью                        | |
| 5.56.2      |             | Конец зоны с ограниченной максимальной скоростью                  | |
| 5.57.1      |             | Пешеходная зона                                                   | |
| 5.57.2      |             | Конец пешеходной зоны                                             | |
| 5.58.1      |             | Предварительный указатель направлений                             | На знаках могут быть нанесены изображения запрещающих или информационно — указательных знаков, символ аэропорта, пиктограммы и т. п. |
| 5.58.2      |             | Предварительный указатель направлений                             | На знаках могут быть нанесены изображения запрещающих или информационно — указательных знаков, символ аэропорта, пиктограммы и т. п. |
| 5.58.3      |             | Предварительный указатель направлений                             | На знаках могут быть нанесены изображения запрещающих или информационно — указательных знаков, символ аэропорта, пиктограммы и т. п. |
| 5.58.4      |             | Предварительный указатель направлений                             | На знаках могут быть нанесены изображения запрещающих или информационно — указательных знаков, символ аэропорта, пиктограммы и т. п. |
| 5.59.1      |             | Предварительный указатель направлений                             | На знаках могут быть нанесены изображения запрещающих или информационно — указательных знаков, символ аэропорта, пиктограммы и т. п. |
| 5.59.2      |             | Предварительный указатель объезда населённого пункта              | |
| 5.60        |             | Схема для изменения направления движения                          | |
| 5.61.1      |             | Направление движения к населённым пунктам или другим объектам     | |
| 5.61.2      |             | Направление движения к населённым пунктам или другим объектам     | |
|             |             | Направление движения к населённым пунктам или другим объектам     | |
| 5.62        |             | Расстояние до указанных населённых пунктов                        | |
| 5.63        |             | Въезд в населённый пункт                                          | наименование и начало населённого пункта, в котором действуют требования Правил, устанавливающие порядок движения в населённых пунктах. Место установки знака не совпадает с административной границей населённого пункта, а с первым зданием из компактной группы жилых зданий. |
| 5.64        |             | Выезд из населённого пункта                                       | |
| 5.65        |             | Въезд в населённый пункт                                          | наименование и начало населённого пункта, в котором на данной дороге не действуют требования Правил, устанавливающие порядок движения в населённых пунктах, однако нанесением на его фоне знака 3.27 соответствующего значения вводится ограничение максимальной скорости движения на этой дороге. Место установки знака не совпадает с административной границей населённого пункта, а с первым зданием из компактной группы зданий. |
| 5.66        |             | Выезд из населённого пункта                                       | |
| 5.67        |             | Наименование реки или другого объекта                             | |
| 5.68        |             | Наименование улицы                                                | |
| 5.69        |             | Направление к улице                                               | |
| 5.70.1      |             | Километровый знак для автомагистралей                             | |
| 5.70.2      |             | Километровый знак для местных дорог                               | |
| 5.71.1      |             | Номер маршрута                                                    | Знаки 5.71.1 и 5.71.2 указывают номер дороги (маршрута), 5.71.2 обозначает номер дороги европейского значения, 5.71.3 — 5.71.5 — номер и направление дороги, а знаки 5.71.6 и 5.71.7 — совместный номер дороги европейского значения и национальный номер дороги общего пользования соответственно республиканского или магистрального значения. |
| 5.71.2      |             | Номер маршрута                                                    | Знаки 5.71.1 и 5.71.2 указывают номер дороги (маршрута), 5.71.2 обозначает номер дороги европейского значения, 5.71.3 — 5.71.5 — номер и направление дороги, а знаки 5.71.6 и 5.71.7 — совместный номер дороги европейского значения и национальный номер дороги общего пользования соответственно республиканского или магистрального значения. |
| 5.71.3      |             | Номер маршрута                                                    | Знаки 5.71.1 и 5.71.2 указывают номер дороги (маршрута), 5.71.2 обозначает номер дороги европейского значения, 5.71.3 — 5.71.5 — номер и направление дороги, а знаки 5.71.6 и 5.71.7 — совместный номер дороги европейского значения и национальный номер дороги общего пользования соответственно республиканского или магистрального значения. |
| 5.71.4      |             | Номер маршрута                                                    | Знаки 5.71.1 и 5.71.2 указывают номер дороги (маршрута), 5.71.2 обозначает номер дороги европейского значения, 5.71.3 — 5.71.5 — номер и направление дороги, а знаки 5.71.6 и 5.71.7 — совместный номер дороги европейского значения и национальный номер дороги общего пользования соответственно республиканского или магистрального значения. |
| 5.71.5      |             | Номер маршрута                                                    | Знаки 5.71.1 и 5.71.2 указывают номер дороги (маршрута), 5.71.2 обозначает номер дороги европейского значения, 5.71.3 — 5.71.5 — номер и направление дороги, а знаки 5.71.6 и 5.71.7 — совместный номер дороги европейского значения и национальный номер дороги общего пользования соответственно республиканского или магистрального значения. |
| 5.71.6      |             | Номер маршрута                                                    | Знаки 5.71.1 и 5.71.2 указывают номер дороги (маршрута), 5.71.2 обозначает номер дороги европейского значения, 5.71.3 — 5.71.5 — номер и направление дороги, а знаки 5.71.6 и 5.71.7 — совместный номер дороги европейского значения и национальный номер дороги общего пользования соответственно республиканского или магистрального значения. |
| 5.71.7      |             | Номер маршрута                                                    | Знаки 5.71.1 и 5.71.2 указывают номер дороги (маршрута), 5.71.2 обозначает номер дороги европейского значения, 5.71.3 — 5.71.5 — номер и направление дороги, а знаки 5.71.6 и 5.71.7 — совместный номер дороги европейского значения и национальный номер дороги общего пользования соответственно республиканского или магистрального значения. |
| 5.72.1      |             | Рекомендуемое направление движения грузовым автомобилям           | |
| 5.72.2      |             | Рекомендуемое направление движения грузовым автомобилям           | |
| 5.72.3      |             | Рекомендуемое направление движения грузовым автомобилям           | |
| 5.73        |             | Место для остановки                                               | |
| 5.74        |             | Предупреждение, запрещение или ограничение на пересекаемой дороге | |
| 5.75        |             | Реверсивное движение                                              | |
| 5.76        |             | Конец реверсивного движения                                       | |
| 5.77        |             | Выезд на дорогу с реверсивным движением                           | |
| 5.78.1      |             | Километровая тумба                                                | Тумба 5.78.1 устанавливается на национальных дорогах общего пользования, имеющих значение магистральных дорог, тумба 5.78.2 — на национальных дорогах общего пользования, имеющих значение республиканских дорог, а тумба 5.78.3 — на национальных дорогах регионального значения. На боковой стороне тумбы, обращённой к дороге, наносится эмблема, обозначающая категорию дороги. На лицевой стороне, на её полукруглой части наносится цифра, соответствующая количеству километров; на средней части — сверху вниз наносится название основного населённого пункта (города, муниципия или транспортного узла), расположенного по маршруту, и расстояние в километрах до центра этого населённого пункта, затем название ближайшего населённого пункта по этому маршруту и расстояние в километрах до его центра. Если ближайший населённый пункт является основным, то на тумбе указывается только его название и соответствующее расстояние. На участках дорог, проходящих по населённым пунктам, на тумбах, расположенных в пределах населённого пункта, наносится только его название. |
| 5.78.2      |             | Километровая тумба                                                | Тумба 5.78.1 устанавливается на национальных дорогах общего пользования, имеющих значение магистральных дорог, тумба 5.78.2 — на национальных дорогах общего пользования, имеющих значение республиканских дорог, а тумба 5.78.3 — на национальных дорогах регионального значения. На боковой стороне тумбы, обращённой к дороге, наносится эмблема, обозначающая категорию дороги. На лицевой стороне, на её полукруглой части наносится цифра, соответствующая количеству километров; на средней части — сверху вниз наносится название основного населённого пункта (города, муниципия или транспортного узла), расположенного по маршруту, и расстояние в километрах до центра этого населённого пункта, затем название ближайшего населённого пункта по этому маршруту и расстояние в километрах до его центра. Если ближайший населённый пункт является основным, то на тумбе указывается только его название и соответствующее расстояние. На участках дорог, проходящих по населённым пунктам, на тумбах, расположенных в пределах населённого пункта, наносится только его название. |
| 5.78.3      |             | Километровая тумба                                                | Тумба 5.78.1 устанавливается на национальных дорогах общего пользования, имеющих значение магистральных дорог, тумба 5.78.2 — на национальных дорогах общего пользования, имеющих значение республиканских дорог, а тумба 5.78.3 — на национальных дорогах регионального значения. На боковой стороне тумбы, обращённой к дороге, наносится эмблема, обозначающая категорию дороги. На лицевой стороне, на её полукруглой части наносится цифра, соответствующая количеству километров; на средней части — сверху вниз наносится название основного населённого пункта (города, муниципия или транспортного узла), расположенного по маршруту, и расстояние в километрах до центра этого населённого пункта, затем название ближайшего населённого пункта по этому маршруту и расстояние в километрах до его центра. Если ближайший населённый пункт является основным, то на тумбе указывается только его название и соответствующее расстояние. На участках дорог, проходящих по населённым пунктам, на тумбах, расположенных в пределах населённого пункта, наносится только его название. |

## Знаки дополнительной информации (таблички)
| Номер знака | Изображение | Название                     | Пояснение                                                                         |
| ----------- | ----------- | ---------------------------- | --------------------------------------------------------------------------------- |
| 6.1.1       |             | Расстояние до объекта        | Указывает что через 300 метров находится объект.                                  |
| 6.1.2       |             | Расстояние до объекта        | указывает расстояние до объекта, если за знаком 2.4 знак 2.5.                     |
| 6.2.1       |             | Направление и расстояние     | указывает направление и расстояние до объекта, находящегося в стороне от дороги.  |
| 6.2.2       |             | Направление и расстояние     | указывает направление и расстояние до объекта, находящегося в стороне от дороги.  |
| 6.3.1       |             | Зона действия                | указывает зону действия знака.                                                    |
| 6.3.2       |             | Конец зоны действия          | Отменяет действие знака 6.3.1.                                                    |
| 6.4.1       |             | Зона действия                | Указывает зону действия знака.                                                    |
| 6.4.2       |             | Зона действия                | указывает зону действия знака.                                                    |
| 6.4.3       |             | Зона действия                | указывает зону действия знака.                                                    |
| 6.4.4       |             | Зона действия                | указывает зону действия знака.                                                    |
| 6.4.5       |             | Зона действия                | указывает зону действия знака.                                                    |
| 6.5.1       |             | Направление действия         | указывает направление действия знака.                                             |
| 6.5.2       |             | Направление действия         | указывает направление действия знака.                                             |
| 6.5.3       |             | Направление действия         | указывает направление действия знака.                                             |
| 6.6.1       |             | Вид транспортного средства   | указывает вид транспортного средства, на которой распространяется действие знака. |
| 6.6.2       |             | Вид транспортного средства   | указывает вид транспортного средства, на который распространяется действие знака. |
| 6.6.3       |             | Вид транспортного средства   | указывает вид транспортного средства, на которой распространяется действие знака. |
| 6.6.4       |             | Вид транспортного средства   | указывает вид транспортного средства, на которой распространяется действие знака. |
| 6.6.5       |             | Вид транспортного средства   | указывает вид транспортного средства, на которой распространяется действие знака. |
| 6.6.6       |             | Вид транспортного средства   | указывает вид транспортного средства, на которой распространяется действие знака. |
| 6.6.7       |             | Вид транспортного средства   | указывает вид транспортного средства, на которой распространяется действие знака. |
| 6.6.8       |             | Вид транспортного средства   | указывает вид транспортного средства, на которой распространяется действие знака. |
| 6.6.9       |             | Вид транспортного средства   | указывает вид транспортного средства, на которой распространяется действие знака. |
| 6.7.1       |             | Выходные или праздничные дни | указывает, что знак действует в субботние, воскресные, и праздничные дни.         |
| 6.7.2       |             | Рабочие дни                  | указывает, что знак действует в рабочие дни.                                      |
| 6.7.3       |             | Время действия               | указывают время суток и дни недели, в течение которых действует знак.             |
| 6.8         |             | тёмное время суток           | таблички указывают - знак действует только в тёмное время суток.                  |
| 6.9         |             | Светлое время суток          | таблички указывают - знак действует только в светлое время суток.                 |
| 6.10        |             | зимний период                | таблички указывают - знак действует с 1 ноября по 31 марта.                       |